# La Guerre des mondes (série télévisée)
Pour les articles homonymes, voir La Guerre des mondes (homonymie).
Cet article concerne la série de 2019. Pour la mini-série de 2019, voir La Guerre des mondes (mini-série).
La Guerre des mondes (War of the Worlds) est une série télévisée franco-américano-britannique de vingt-quatre épisodes de cinquante-deux minutes, créée par Howard Overman et diffusée en France entre le 28 octobre 2019 et le 26 septembre 2022 sur Canal+.
La série décrit la survie d'un groupe d'humains après qu'une invasion d'extraterrestres a décimé la population.

## Synopsis
Astrophysicienne à l'Institut de radioastronomie millimétrique de Grenoble, le docteur Catherine Durand parvient à recevoir une transmission de données émanant d'extraterrestres situés près de Ross 128. Quelques jours après qu'elle a révélé cette information au monde entier, la population est anéantie. Seule une poignée de personnes s'en est sortie et essaye tant bien que mal de survivre, traquée par des extraterrestres, qui s'avèrent être des humanoïdes comme eux avec de minces différences génétiques. Celles-ci doivent être exploitées par le Professeur Bill Ward afin de créer un virus susceptible de les éliminer. Catherine Durand découvre qu'ils viennent en fait de notre futur, et qu'ils ont voyagé jusqu'à notre époque.

## Distribution

### Acteurs principaux
- Gabriel Byrne (VF : Marc Fayet) : Bill Ward
- Léa Drucker (VF : elle-même) : Catherine Durand
- Elizabeth McGovern (VF : Marina Moncade) : Helen Brown (saison 1)
- Bayo Gbadamosi (VF : Moussa Sylla) : Kariem Gat Wich Machar
- Stéphane Caillard (VF : elle-même) : Chloé Dumont
- Ty Tennant (VF : Roman Chouilez) : Tom Gresham, fils de Sarah et Jonathon
- Natasha Little (VF : Anne Dolan) : Sarah Gresham (saisons 1 et 2)
- Daisy Edgar-Jones (VF : Louise Delilez) : Emily Gresham, fille de Sarah et Jonathon (saisons 1 et 2)
- Stephen Campbell Moore (VF : Anatole de Bodinat) : Jonathon Gresham (saisons 1 et 2)
- Adel Bencherif (VF : lui-même) : le colonel Mustafa Mokrani (saisons 1 et 2)
- Aaron Heffernan (VF : Geoffrey Loval) : Ash Daniel
- Pearl Chanda (VF : Julie Mouchel) : Zoe (saisons 2 et 3)
- Molly Windsor : Martha (saison 3)
- Lizzie Brocheré : Juliet Arquette (saison 3)
- Lukas Haas (VF : Xavier Couleau) : Richard Gallagher (saison 3)

### Acteurs récurrents
- Paul Gorostidi : Nathan
- Emilie de Preissac (VF : elle-même) : Sophia Durand, sœur de Catherine
- Mathieu Torloting (VF : lui-même) : Sacha Dumont, fils de Chloé
- Ania Sowinski : Adina

#### Saison 1
- Michael Marcus (VF : Augustin Bonhomme) : Dan Ward, fils de Bill et Helen
- Georgina Rich : Rachel, ministre et chef de Dan
- Alysson Paradis (VF : elle-même) : l'officier Clara
- Guillaume Gouix (VF : lui-même) : Noah Dumont, frère de Chloé

#### Saison 2
- Aimee-Ffion Edwards : Isla
- Thom Ashley (VF : Alexis Gilot) : Reuben
- Leo Bill : Jokim
- Robert Emms : Micah
- Féodor Atkine : Victor
- Angus Imrie : Dylan

#### Saison 3
- Pieter Genard : Johannes
- Jack Barton : Hiram
- Alex Heath : Sam
- Luke Mably : Scott
- Florence Bell : Mariam
- Daisy May Wood : Grace
- Georgina Rich : Rachel

Photographies des acteurs principaux et récurrents.
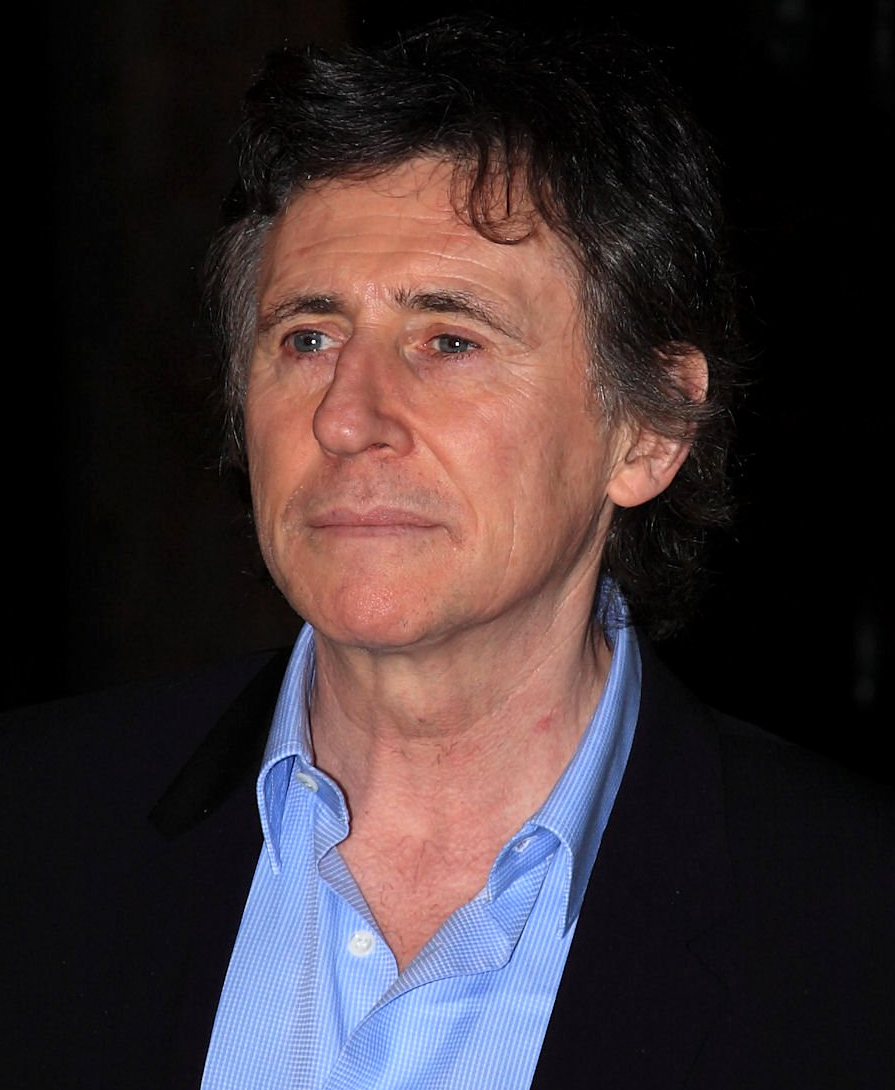
Gabriel Byrne
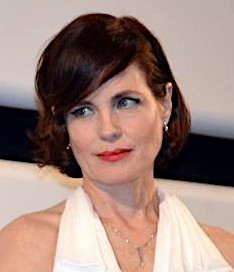
Elizabeth McGovern
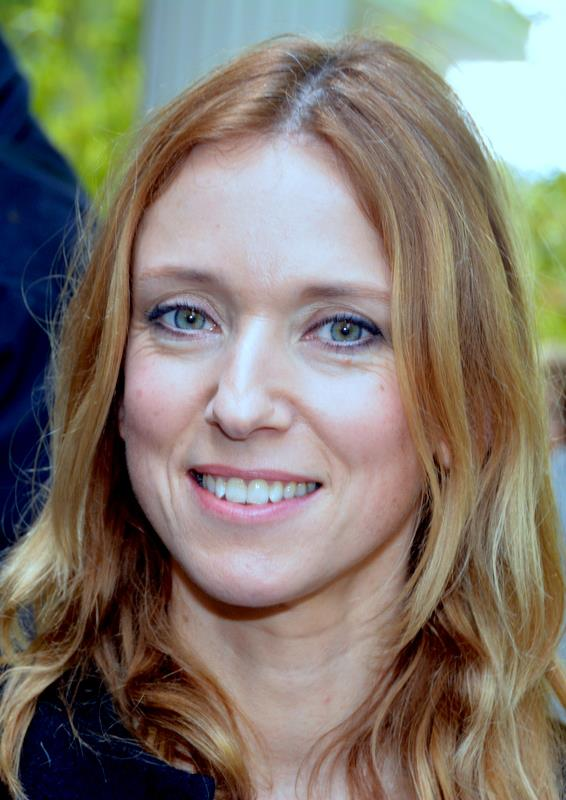
Léa Drucker
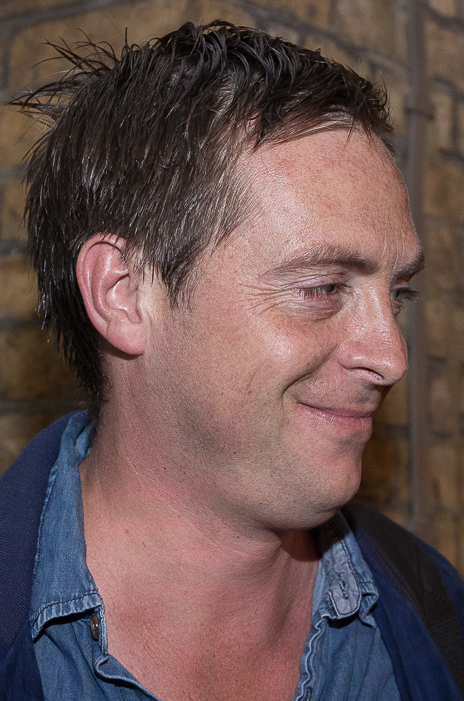
Stephen Campbell Moore
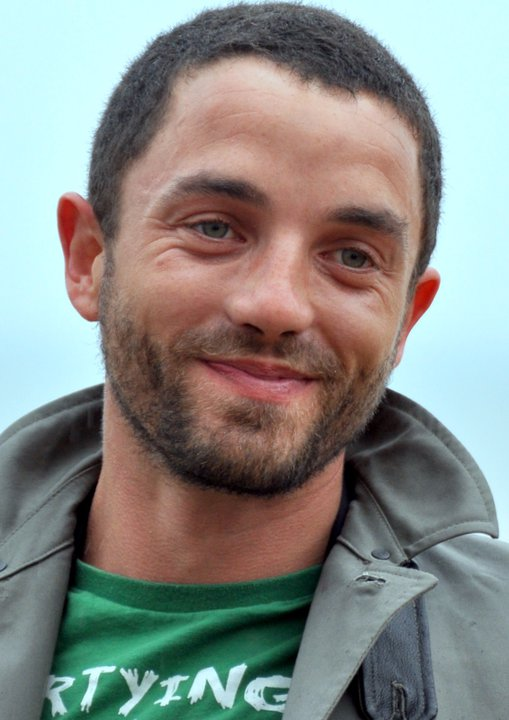
Guillaume Gouix
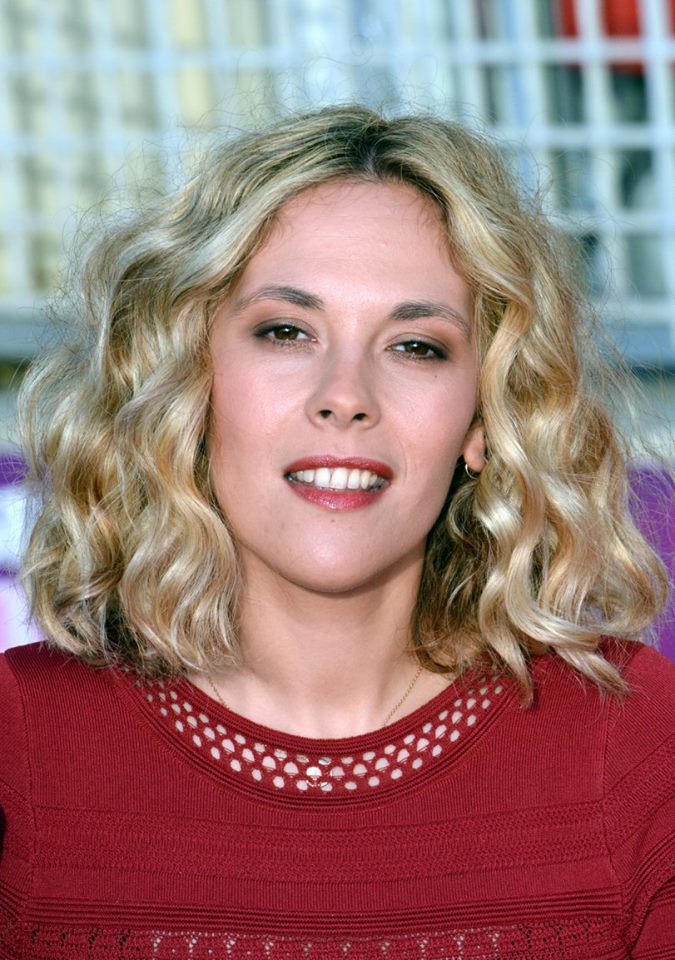
Alysson Paradis

Note : sauf mention contraire, les informations ci-dessus sont issues de la rubrique « Casting » de la page de la série sur AlloCiné.

## Production

### Développement
La série est commandée en juillet 2018 par les groupes Canal+ et Fox Networks Group. Sa création et l'écriture de son scénario sont alors confiées à Howard Overman et le tournage est planifié pour le mois de septembre 2018. La série propose un récit éloigné de celui du livre dans la mesure où l'action se déroule au XXIe siècle, et non plus à la fin du XIXe siècle. Alors que H. G. Wells cherchait à dénoncer l'impérialisme occidental sur les colonies, Howard Overman veut aborder les sujets contemporains du réchauffement climatique, de l'immigration ou du nationalisme. La série est renouvelée pour une deuxième saison en janvier 2020.
La diffusion de la saison 3 a débuté le 5 septembre 2022 sur Canal+.

### Tournage
Le tournage de la première saison débute à la fin du mois de janvier 2019 et dure quatre mois, jusqu'en mai. Celui-ci s'est déroulé en France et au Royaume-Uni. En France, des scènes ont été tournées dans les départements de l'Isère (dans la ville de Grenoble et sur le plateau des Petites Roches), des Hautes-Alpes et des Ardennes (dans la ville de Charleville-Mézières en particulier) à partir du mois d'avril 2019.

### Fiche technique
- Titre original : War of the Worlds
- Titre français : La Guerre des Mondes
- Création : Howard Overman
- Réalisation : Gilles Coulier, Richard Clark
- Scénario : Howard Overman, d'après le roman de Herbert George Wells
- Direction artistique : Sam Stokes, Charmian Adams
- Décors : Richard Bullock
- Costumes : Jo Slater
- Photographie : David Williamson, Anton Mertens
- Montage : Sarah Brewerton, David Blackmore, Bert Jacobs, Burt Jacobs
- Casting : Laure Cochener, Julie Harkin
- Musique : David Martijn
- Production : Gareth Williams, Genevieve Lemal
  - Exécutive : Howard Overman, Gilles Coulier, Johnny Capps, Julian Murphy, Sara Johnson
  - Déléguée : Emma Brown, Claude Albouze, Nadine Borreman, David Ragonig
  - Associée : Wouter Sap, Gilles de Schryver, Tahereh Kharzai
- Sociétés de production : StudioCanal, AGC Television, Urban Myth Films, De Wereldvrede
- Sociétés de distribution : Canal+ (France et Afrique francophone), Fox Networks Group (États-Unis, Europe, Afrique)
- Pays d'origine :  France,  États-Unis,  Royaume-Uni
- Langue originale : anglais, français
- Format : couleur
- Genre : série télévisée de science-fiction
- Nombre de saisons : 3
- Nombre d'épisodes : 24
- Durée : 47 minutes
- Dates de première diffusion : France : 28 octobre 2019

### Diffusion internationale
En France, la série est diffusée sur Canal+. La première saison est diffusée du 28 octobre au 18 novembre 2019.

## Épisodes
Les épisodes, sans titre, sont numérotés de un à huit.

## Produits dérivés
Les coffrets en DVD et Blu-ray de la première saison, intitulés « La guerre des mondes. Saison 1 », sont disponibles en Europe depuis le 28 novembre 2019. Les coffrets incluent des bonus concernant les coulisses de la production (making of). Ils sont édités par StudioCanal et distribués par Universal Pictures Video France.